# الدوري البلجيكي الممتاز 1908-09
الدوري البلجيكي الممتاز 1908-09 (بالفرنسية: Championnat de Belgique de football 1908-1909)‏ هو الموسم 14 من  الدوري البلجيكي الممتاز. أقيم خلال الفترة 4 أكتوبر 1908 وحتى 23 مايو 1909، والذي يشرف على تنظيمه الاتحاد الملكي البلجيكي لكرة القدم، وكان عدد الأندية المشاركة فيه  12، وفاز فيه سانت خيلويزي.